# Бион 7
Бион 7 (или Космос 1667) е биомедицинска изследователска мисия, в която участват девет страни. Носи две Резус маймуни на име Гордий и Оомка, десет мъжки плъха и десет исрански ребрести тритона. Изследванията на маймуните били съсредоточени върху вестибуларния апарат и кръвта, както и върху радиационните ефекти. На тритоните били ампутирани част от предните крайници, за да се провери възстановяването на човешко същество в космоса след нараняване. Полезният товар включвал също семена от царевица, минзухари, гупии (вид риба) в аквариуми. Мисията приключила след 7 дни. Спътника бил изстрелян на 7 октомври 1985 в 03:15:00 UTC с маса 5700 кг.